# Nutzungsregelung
Die "sonstige Nutzungsregelung" ist ein Begriff aus dem deutschen Recht der Bauleitplanung. Er ist erwähnt in § 5 Abs. 4 Satz 1 BauGB als möglicher Inhalt eines gemeindlichen Flächennutzungsplans.

## Begriff
Die beabsichtigte Art der Bodennutzung kann durch Planungen oder sonstige Nutzungsregelungen sowie nach Landesrecht denkmalgeschützte Mehrheiten von baulichen Anlagen bereits vor Aufstellung des Flächennutzungsplans durch andere Träger als die Gemeinde festgesetzt worden sein. Diese Festsetzungen sollen gem. § 5 Abs. 4 BauGB von der Gemeinde in den Flächennutzungsplan nachrichtlich übernommen werden. Im Verfahren zur Aufstellung des Flächennutzungsplans sind die Behörden und Träger der betreffenden Festsetzungen von der Gemeinde nach § 4 Abs. 2 BauGB zu beteiligen. Sie können dem Flächennutzungsplan gegebenenfalls auch noch nachträglich widersprechen (§ 7 BauGB). 
Zu den Planungen oder sonstigen Nutzungsregelungen zählen insbesondere Vorhaben von überörtlicher Bedeutung auf Grund von Planfeststellungsverfahren (sog. privilegierte Fachplanung) sowie gebietsbezogene Nutzungsregelungen höherrangiger Behörden nach dem Natur- und Landschaftsschutzgesetz, deren Zulässigkeit sich nicht nach den Vorschriften des BauGB beurteilt und für die andere Träger als die Gemeinde zuständig sind. Außerdem fällt der in den Landesdenkmalschutzgesetzen geregelte Ensembleschutz darunter.

## Bedeutung
Die bereits festgesetzte Nutzung steht nicht mehr zur planerischen Disposition der Gemeinde. Sie hat diese vielmehr als gegeben hinzunehmen. Die Gemeinden sind jedoch in den betreffenden Planfeststellungsverfahren gem. § 73 VwVfG Abs. 2 sowie in Verfahren zur Inschutznahme bestimmter Gebiete (wie Landschaftsschutz- oder Naturschutzgebiete) nach den Naturschutzgesetzen der Länder, beispielsweise Art. 52 BayNatschG zu beteiligen.
Die vorhandenen Nutzungsregelungen sind bei der Planaufstellung von der Gemeinde zu berücksichtigen und mit abzuwägen (§ 1 Abs. 7 BauGB). Aus dem Zusammenspiel beider Festsetzungsarten muss sich ein einheitliches städtebauliches Konzept ergeben. 
Die nachrichtliche Übernahme hat nur deklaratorische Bedeutung. Sie wird nicht Bestandteil der Bauleitplanung. Ihre Rechtswirkung richtet sich allein nach den für die nachrichtlich übernommene Planung bzw. Nutzungsregelung maßgebenden Rechtsvorschriften. 
Für den Bebauungsplan ergibt sich eine entsprechende Regelung aus § 9 Abs. 6 BauGB. Regelungen aufgrund des BauGB, für die die Gemeinde selbst zuständig ist, können gem. § 9 Abs. 4 BauGB in den Bebauungsplan als Festsetzung aufgenommen werden.
Die Übernahme ist bei der Genehmigung der Bauleitpläne von der Genehmigungsbehörde gem. § 6, § 10 BauGB zu prüfen und bei Fehlen zu beanstanden.